# 메트알데하이드
메트알데하이드(Metaldehyde)는 화학식 (C
8H
16O
4)을 갖는 유기 화합물이다. 이것은 민달팽이와 달팽이에 대한 농약으로 사용된다. 이것은 아세트알데하이드의 고리형 사량체이다.

## 생산 및 특성
메트알데하이드는 인화성이 있고 다량 섭취 시 독성이 있으며 피부와 눈에 자극을 준다. 이것은 멘톨 냄새가 나는 흰색 결정성 물질이다.
메트알데하이드는 냉각된 무기산으로 아세트알데하이드를 처리하여 중간 수율로 얻어진다. 액체 삼량체인 파라알데하이드도 얻어진다. 이 반응은 가역적이며, 약 80°C로 가열하면 메트알데하이드와 파라알데하이드는 아세트알데하이드로 되돌아간다.

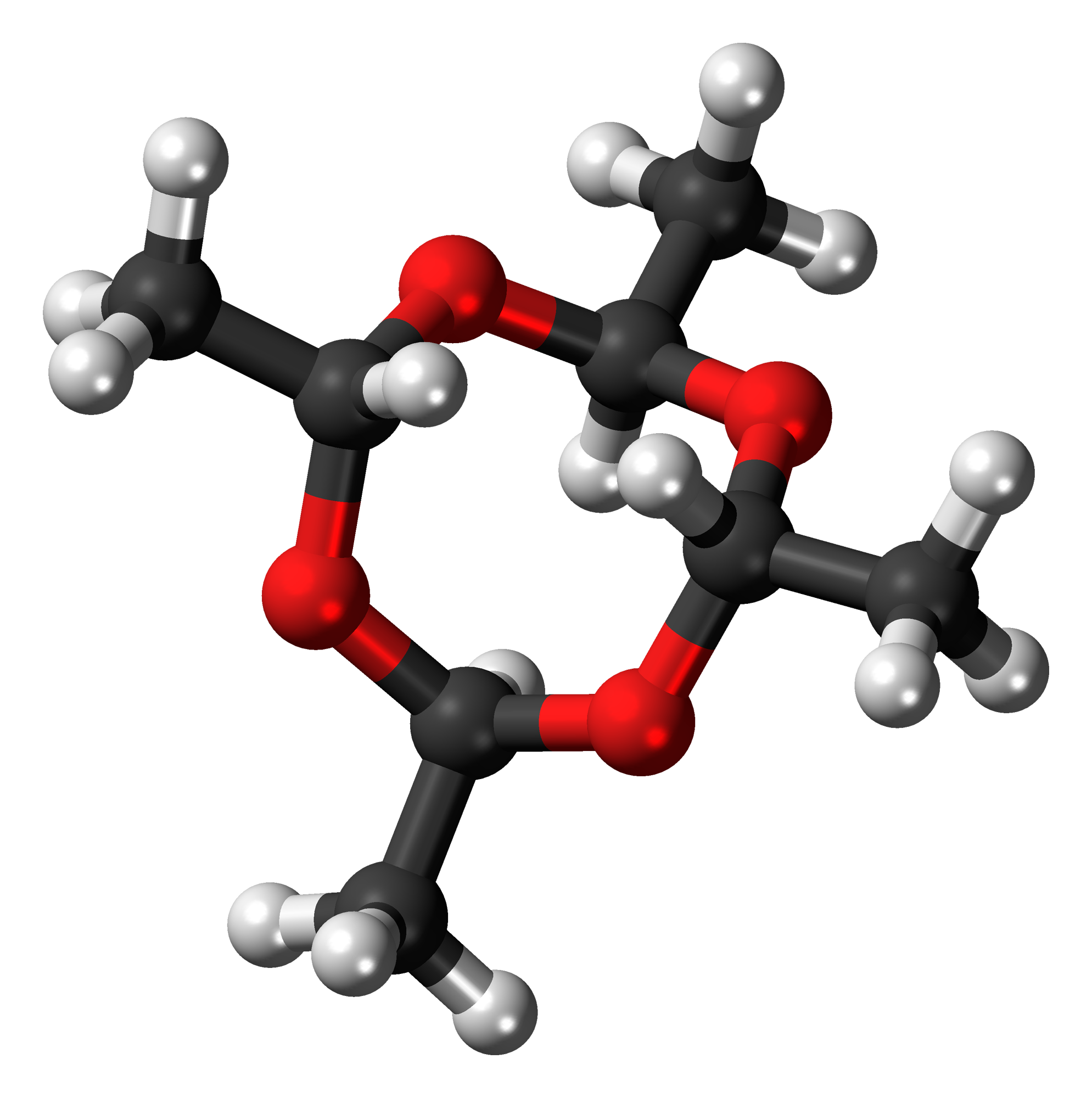
D 입체 이성질체

메트알데하이드는 8원 고리의 메틸기들의 상대적 방향에 따라 다른 4가지 입체 이성질체의 혼합물로 존재한다. 이 입체 이성질체들은 각각 Cs (대칭 차수 2), C2v (차수 4), D2d (차수 8), C4v (차수 8)의 분자 대칭을 갖는다. 모두 적어도 하나의 반사면을 가지므로, 그들 중 어느 것도 카이랄이 아니다.

## 용도

### 농약으로

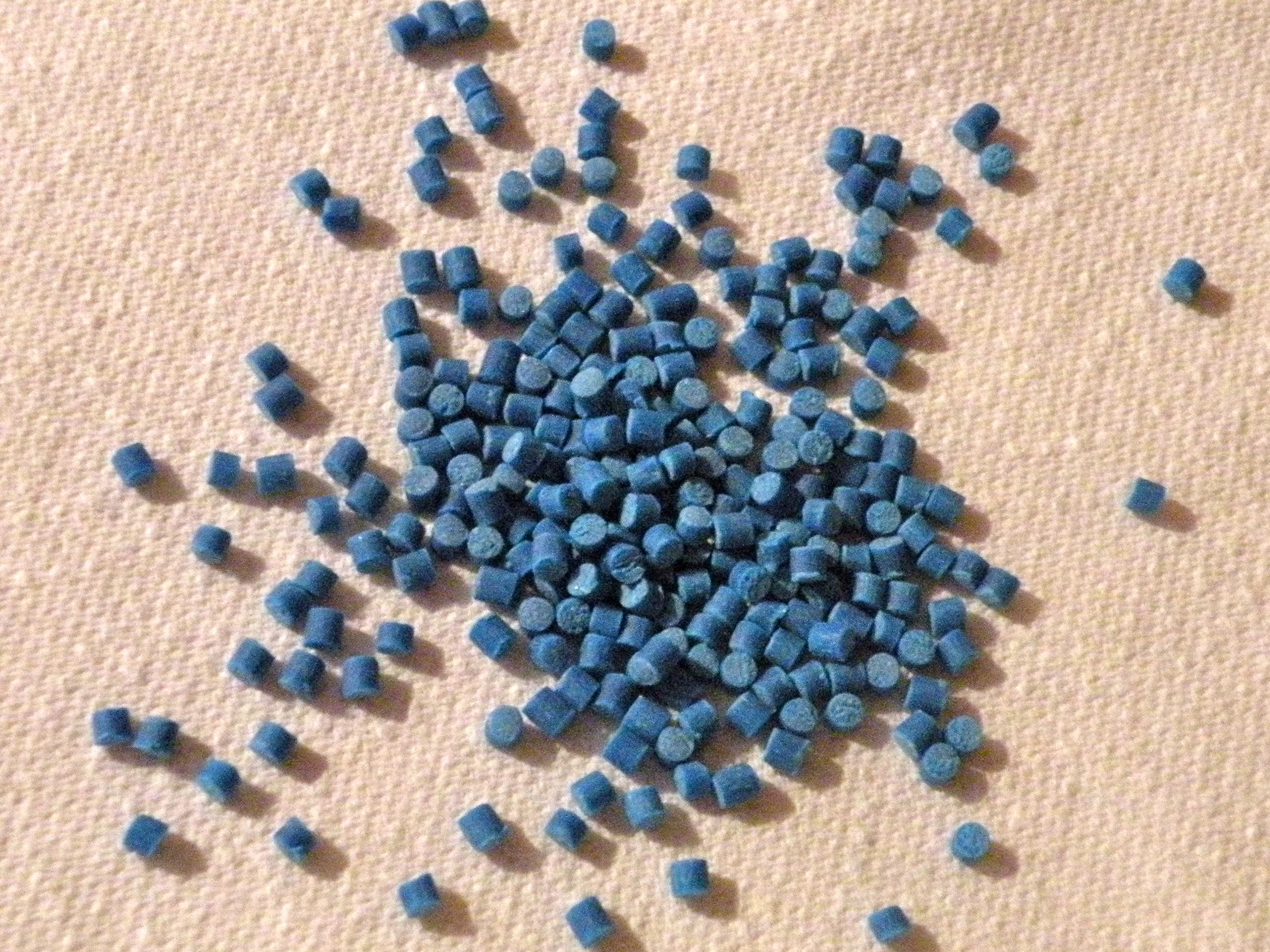
메트알데하이드 과립 (상호 리마사이드)

이것은 안티밀리스, 아리오톡스, 블리쳄 (호주), 세쿠메타, 데드라인, 디펜더 (호주), 할리잔, 리마사이드, 리마톡스, 리메올, 메타, 메타손, 미파슬러그, 나메킬, 슬러그 페스트, 슬러그잇 등 다양한 상호로 연체동물 살충제로 판매된다. 일반적으로 과립 형태로 적용되지만 액체 스프레이, 과립, 페이스트 또는 분말 형태로도 발견된다. 종종 농약에는 해충을 유인하기 위해 밀기울이나 당밀이 포함되어 있어 반려동물에게도 매력적이다.
메트알데하이드는 접촉 또는 섭취를 통해 해충에 효과를 내며, 연체동물의 점액 생성을 제한하여 탈수에 취약하게 만든다.
메트알데하이드 제품은 플로리다주 마이애미-데이드 카운티의 침입성 아프리카 달팽이 개체군을 통제하는 데 사용되었다. 미국 환경보호국의 실험 사용 허가는 주거 지역에서의 사용량과 사용을 승인했다.
농업에서의 메트알데하이드 사용으로 인한 식수 오염 때문에, 2008년 "메트알데하이드 스튜어드십 그룹(MSG)"이라는 전문 조직이 설립되었다.
2018년 12월 19일, 영국 정부는 2020년 봄부터 메트알데하이드 민달팽이 알약의 야외 사용을 금지했다. 이 날짜 이후에는 영구 온실에서만 합법적으로 사용할 수 있었다. 2019년 7월, 런던 고등법원이 그 합법성에 대한 이의 제기에 동의하면서 금지 조치는 뒤집혔다. 메트알데하이드 알약은 2020년 9월 18일까지 영국 시장에 다시 출시되었다가, 영국 정부가 2022년 3월 31일 이후 메트알데하이드 민달팽이 알약의 야외 사용을 금지했다.

### 다른 용도
메트알데하이드는 원래 고체 연료로 개발되었다. 이것은 여전히 캠핑 연료, 군사 목적 또는 램프의 고체 연료로 사용된다. 작은 스토브에 사용하거나 프리머스형 스토브를 예열하는 데 사용할 수 있는 정제 형태로 구입할 수 있다. 스위스의 론자 그룹에서 "META"라는 상호로 판매되며, 일부 국가의 전투식량에 포함될 수 있다.

## 반려동물 및 인간에 대한 안전 및 독성
메트알데하이드는 아세트알데하이드와 동일한 독성 프로필을 가지며, 50ppm 수준에서 경미한 독성과 호흡기 자극을 유발한다. 물 안전 측면에서, 강우 기간 동안 메트알데하이드 알약은 교란되어 자연 수로로 스며들 수 있다. 유럽 위원회는 음용수 중 메트알데하이드 수준을 0.1 μg/L로 제한한다.
메트알데하이드를 함유한 민달팽이 미끼는 개와 고양이에게 독성이 있고 자연 생태계를 교란시키기 때문에 일부 국가에서 금지되어 있다. 메트알데하이드 중독에 대한 해독제나 특정 치료 계획은 없다. 개와 고양이의 중독 증상은 다양하며 다른 물질에 의한 중독과 매우 유사하지만, 떨림, 침 흘림, 고열, 구토, 불안 등이 포함될 수 있다. 치료하지 않으면 증상은 며칠 내에 발작과 사망으로 진행된다. 증상의 심각성과 발병 속도는 섭취량과 흡수에 영향을 미치는 위 내용물에 따라 달라진다.
진단은 사과 사이다 식초 냄새가 나는 위 내용물 분석과 화학 물질 노출 이력을 통해 이루어질 수 있다. 치료에는 정맥 주사액, 진정제, 체온 낮추기, 숯으로 위 내용물 제거가 포함된다. 중독 후 신속하고 적극적인 치료를 받으면 2~3일 내에 완전히 회복될 수 있다.
이러한 독성 때문에 반려동물 주인은 철나트륨 EDTA 또는 황산 알루미늄과 같이 반려동물에게 독성이 덜한 대안을 찾아볼 수 있다. 메트알데하이드 알약은 사탕과 비슷하고 맛이 나쁘지 않아 어린이 또는 진정한 성질을 모르는 성인도 우발적으로 섭취할 수 있다. 전간기 동안 그 사용이 인기가 있었고 여러 중독 사례가 발생했다. 미끼에는 반려동물이나 어린이의 우발적인 섭취를 막기 위해 쓴맛 물질이 포함될 수 있다.
성인의 자살 시도에서 메트알데하이드 경구 섭취 사례가 보고되었다. 이들 중 대다수는 위장 또는 신경학적 증상을 겪었다. 우발적으로 메트알데하이드를 섭취한 사람들과 비교할 때, 자살을 시도한 사람들은 증상 (예: GABA 농도 감소로 인한 발작)을 보이는 경향이 있으며, 종종 중환자실에서의 치료 및 장기 입원을 필요로 한다.

## 같이 보기
- 메티오카브
- 파라알데하이드